# Стефан (Сулик)
Стефа́н Су́лик (2 жовтня 1924, Бальниця — 6 квітня 2020, Філадельфія) — церковний діяч, митрополит Філадельфійський Української греко-католицької церкви (1980–2000).

## Біографія
Народився 2 жовтня 1924 р. у неіснуючому зараз селі Бальниця на Лемківщині (Підкарпатське воєводство, Сяноцький повіт, ґміна Команча) в сім'ї Михайла і Марії Суликів.
Закінчив школу в Самборі в 1944 p. Родина емігрувала в зв'язку з другою світовою війною. В 1946–1948 роках навчався в українській католицькій семінарії Святого Духа в Німеччині. У 1948 р. емігрував до США. Навчався в Католицькому університеті Америки у Вашингтоні. Здобув ступінь ліценціата богослов'я у 1952 р.
Рукоположений на священника архієпископом Константином Богачевським 14 червня 1952 p. у Філадельфії. Душпастирював в Омазі, Небраска. Згодом працював у парафіях Святого Духа в Брукліні, Нью-Йорк (1952–1953), святого Миколая в Майнерсвілі, Пенсільванія (1953) та Пресвятої Тройці в Йонгстауні, Огайо (1953–1955). З квітня 1955 р. виконував обов'язки секретаря архієпископської канцелярії. 31 травня 1958 р. іменований папським капеланом.
З 5 жовтня 1961 року душпастирював на парафії святого Миколая у Філадельфії. Деякий час виконував обов'язки Голови церковного єпархіального суду і був єпархіальним радником. В 1962–1981 роках працював у Перт-Амбой, Нью Джерсі.
29 грудня 1980 р. Папа Римський Іван-Павло II призначив священника Стефана Сулика архієпископом і митрополитом Філадельфійським. Єпископська хіротонія відбулася 1 березня 1981 р. (головний святитель — Верховний Архієпископ Йосиф Сліпий, співсвятителі — єпископи Василь Лостен і Ніль Саварин, ЧСВВ).
Митрополит Сулик належав до Конференції єпископів США, був головою Міжобрядової комісії цієї Конференції.
29 листопада 2000 р. Папа Іван Павло II прийняв зречення Стефана Сулика з уряду митрополита Філадельфійського у зв'язку з досягненням ним 75-річного віку. Його наступником на Філадельфійському престолі став митрополит Стефан Сорока.
В 2001 р. у Львові вийшла книга митрополита Стефана Сулика «Як Стефан став митрополитом», де висвітлені маловідомі сторінки з історії УГКЦ кінця ХХ століття.